# Torpedowce typu Orsa
Torpedowce typu Orsa, określane też jako typ Pegaso – typ włoskich okrętów eskortowych z okresu II wojny światowej, które weszły do służby w Regia Marina pod koniec lat 30. XX wieku. Klasyfikowane początkowo jako eskortowce (wł. avviso scorta – dosł. awizo eskortowe), od 1938 jako torpedowce (torpediniera), a od 1943 jako torpedowce eskortowe (torpediniera di scorta), odpowiadały w rzeczywistości klasie niszczycieli eskortowych.
Były powiększoną wersją torpedowców typu Spica, z ponad dwukrotnie zwiększonym zapasem paliwa i zasięgiem i większą liczbą bomb głębinowych, ale z siłownią o mniejszej mocy i nieco słabszym uzbrojeniem artyleryjskim. Dwa okręty, które przetrwały II wojnę światową, przeklasyfikowano po zakończeniu działań wojennych na fregaty. Służyły w Marina Militare do 1965 roku, kiedy to wycofano je ze służby.
Ich wersją rozwojową była dłuższa seria typu Ciclone.

## Okręty
Źródło
| Okręt    | Położenie stępki, stocznia | Wodowanie    | Wejście do służby | Los                                                                                             |
| -------- | -------------------------- | ------------ | ----------------- | ----------------------------------------------------------------------------------------------- |
| Pegaso   | 15. 02. 1936 BS Napoletani | 08. 12. 1936 | 03. 1938          | Zatopił brytyjskie okręty podwodne HMS „Upholder” i HMS „Thorn”. Samozatopiony 11 września 1943 |
| Procione | 15. 02. 1936 BS Napoletani | 31. 01. 1937 | 03. 1938          | Samozatopiony 9 września 1943                                                                   |
| Orione   | 27. 04. 1936 CNR Palermo   | 21. 04. 1937 | 03. 1938          | Przetrwał wojnę i służył później we Włoskiej Marynarce Wojennej. Wycofany ze służby 1. 01. 1965 |
| Orsa     | 27. 04. 1936 CNR Palermo   | 21. 03. 1937 | 03. 1938          | Przetrwał wojnę i służył później we Włoskiej Marynarce Wojennej. Wycofany ze służby 1. 07. 1964 |